# Anton Hess
Anton Heinrich Hess (født 20. august 1838 i München, død 11. april 1909 sammesteds) var en tysk billedhugger. Han var søn af Heinrich Maria von Hess.
Hess var fra 1875 professor ved Kunstindustriskolen i sin fødeby. Han har især udført en del portræt- og gravmæleskulptur (blandt andet Knorrmonumentet på Münchens gamle kirkegård).